# Clarence Loomis
Clarence Loomis (Sioux Falls, 13 dicembre 1889 – Aptos, 3 luglio 1965) è stato un compositore, pianista e insegnante statunitense.

## Biografia
Ha studiato pianoforte e composizione all'American Conservatory di Chicago e anche privatamente a Vienna. Loomis ha insegnato alla Butler University di Indianapolis, alla New Mexico Highlands University di Las Vegas, nel New Mexico e all'American Conservatory di Chicago. Ha composto 11 opere, numerose opere corali, balletti, poesie sinfoniche, oratori e altre opere. Le sue composizioni includono Alabado Sea, un oratorio, Revival, un'opera radiofonica, Oak Street Beach, un balletto e Macbeth, un poema sinfonico. Loomis trascorse gli ultimi cinque anni della sua vita ad Aptos, in California, vicino a Santa Cruz.

## Opere
Le opere di Loomis comprendono A Night in Avignon, basata sulla vita del poeta lirico italiano Petrarca, Dun an Oir (Castle of Gold), basato sul folklore gaelico, The Fall of the House of Usher, basata sul racconto di Edgar Allan Poe, David, un'opera biblica e Yolanda di Cipro.
Yolanda di Cipro fu presentata per la prima volta nel 1929 dalla American Opera Company di Vladimir Rosing ed è stata eseguita in 14 città degli Stati Uniti e del Canada. L'opera è stata la vincitrice della medaglia David Bispham assegnata a famosi compositori d'opera americani. Il libretto di Yolanda di Cipro era dello scrittore Cale Young Rice, che ha anche collaborato con Loomis ad altri progetti. Le coreografie sono state progettate da Robert Edmond Jones. L'opera ha ottenuto recensioni contrastanti. Alla sua prima americana a Chicago, Herman Devries dell'Evening American definì l'opera "un monumento nella musica americana", proclamandola "la sola ed unica opera americana della nostra generazione". Altri hanno connotato lo spartito come una pallida imitazione di Debussy e Wagner e il libretto passò come "convenzionale".

## The Flapper and the Quarterback
Durante gli anni '20, la ballerina Ruth Page incaricò Loomis di scrivere un nuovo tipo di balletto americano per il suo tour internazionale. The Flapper and the Quarterback ha girato l'Asia e la Russia con la compagnia della Page, e fu una parte importante dei festeggiamenti che circondarono l'incoronazione dell'imperatore giapponese Hirohito nel 1928. La coreografia è stata ampiamente influenzata dagli stili di danza popolari dell'era del jazz.

## Susanna Don't You Cry
Loomis è stato incaricato di scrivere un musical basato sulla vita del cantautore americano Stephen Foster. Susanna Don't You Cry è stata prodotta a New York al Martin Beck Theater nel 1939.

## Relazione con Abraham Lincoln
Clarence Loomis era imparentato con il presidente Abraham Lincoln, per matrimonio tramite il cugino di primo grado di suo padre.